# Ye Huanming
Ye Huanming (xinès: 叶焕明)  (Dongguan, 6 d'agost de 1965) és un aixecador de peses xinès, ja retirat, que va competir durant la dècada de 1980.
El 1988 va prendre part en els Jocs Olímpics d'Estiu de Seül, on va guanyar la medalla de bronze del pes ploma del programa d'halterofília.